# (26823) 1988 SS2
(26823) 1988 SS2 est un astéroïde de la ceinture principale découvert en 1988.

## Description
(26823) 1988 SS2 a été découvert le 16 septembre 1988 à l'observatoire interaméricain du Cerro Tololo, un observatoire astronomique professionnel situé dans le désert d'Atacama, au nord du Chili, par Schelte J. Bus.

### Caractéristiques orbitales
L'orbite de cet astéroïde est caractérisée par un demi-grand axe de 2,23 UA, un périhélie de 1,92 UA, une excentricité de 0,14 et une inclinaison de 2,07° par rapport à l'écliptique. Du fait de ces caractéristiques, à savoir un demi-grand axe compris entre 2 et 3,2 UA et un périhélie supérieur à 1,666 UA, il est classé, selon la JPL Small-Body Database, comme objet de la ceinture principale.

### Caractéristiques physiques
(26823) 1988 SS2 a une magnitude absolue (H) de 15,5 et un albédo estimé à 0,428.